# Ledzokuku Municipal District
Der Distrikt Ledzokuku Municipal District ist einer von 29 Distrikten der Greater Accra Region in Ghana. Er hat eine Größe von 614,3 km² und 204.673 Einwohner (2021). 

## Geschichte
Ursprünglich war er Teil des am 29. Februar 2008 aufgelösten Ledzokuku-Krowor Municipal District (der aus dem Accra Metropolitan District hervorgegangen war), bis ein Teil des Distrikts am 15. März 2018 abgespalten wurde, um den Krowor Municipal District zu bilden; der verbleibende Teil wurde in Ledzokuku Municipal District umbenannt. Der Bezirk liegt im zentralen Teil der Greater Accra Region und hat Teshie-Nungua als Hauptstadt.

## Einwohnerentwicklung
Die folgende Übersicht zeigt die Einwohnerzahlen nach dem jeweiligen Gebietsstand.
| Jahr | Einwohner |
| ---- | --------- |
| 2010 | 70.923    |
| 2021 | 204.673   |